# Gustavo Pedraza
Gustavo Pedraza Mérida (Montero, Bolivia, 31 de julio de 1963) es un abogado, docente universitario, consultor, analista y político boliviano que ocupó el alto cargo de ministro de Desarrollo Sostenible y Planificación de Bolivia desde el 13 de abril de 2004 hasta el 3 de febrero de 2005 durante el gobierno del presidente Carlos Mesa Gisbert. A su vez, Pedraza fue también candidato a la Vicepresidencia de Bolivia por la alianza Comunidad Ciudadana para elecciones generales de 2019 y para las elecciones generales de 2020 aunque ambas sin éxito alguno.

## Biografía

### Primeros años
Gustavo Pedraza nació el 31 de julio de 1963 en la ciudad de Montero en el Departamento de Santa Cruz. Comenzó sus estudios escolares en 1969, saliendo Bachiller el año 1980 en su ciudad natal.

### Formación profesional
En 1981, Pedraza ingresó a estudiar la carrera de derecho en la Universidad Autónoma Gabriel René Moreno (UAGRM) de donde se tituló como  abogado de profesión el año 1985.

### Dirigencia universitaria
Durante su estadía en la Universidad, Pedraza se desempeñó como dirigente universitario, llegando a convertirse en Secretario Ejecutivo de la Federación Universitaria Local (FUL) en la Universidad Autónoma Gabriel René Moreno y ejerciendo el cargo desde 1984 hasta 1985.[cita requerida]

## Vida profesional
Por varios años se desempeñó como Consultor del PNUD, la FAO, la Agencia de Cooperación de Dinamarca y del Banco Mundial, sobre todo en áreas como: gestión del desarrollo; gestión agraria y Tierras Comunitarias de Origen.[cita requerida]
Entre 2006 y 2009, fue director para América del Sur del Servicio Holandés de Cooperación al Desarrollo, promoviendo alianzas entre los sectores público y privado en Bolivia, Ecuador, Perú, Chile y Colombia.
Fue asesor de gobiernos municipales sobre todo en gestiones para el desarrollo económico local a través del programa de fortalecimiento para la Participación Popular.[cita requerida]
Durante 2019 ocupa el cargo de Director Ejecutivo de "Gestión de Capital Social", firma consultora especializada en manejo de entornos sociales de empresas, diseño de estrategias sociales e investigación social.
Pedraza se desempeñó también en como docente universitario en la Universidad Autónoma Gabriel René Moreno, la Universidad Católica Boliviana, en la Universidad Privada de Santa Cruz y en la Universidad NUR en las materias de: 
- - Sociología del Conflicto.
- - Gerencia Pública.
- - Política Internacional.
- - Negociación y Legislación de Recursos Naturales Renovables.
- - Negociación y Legislación para Derechos Indígenas.

## Carrera política

### Concejal de Santa Cruz de la Sierra (1990-1992)
Gustavo Pedraza ingresó a la vida política del país cuando todavía era un joven de apenas 26 años de edad, participando en las elecciones municipales de diciembre de 1989 como candidato al cargo de concejal del municipio de Santa Cruz de la Sierra. Logró ganar y accedió al concejo municipal en enero de 1990, permaneciendo en dicho cargo hasta enero de 1992.

### Ministro de Desarrollo Sostenible y Planificación (2004-2005)
El 14 de abril de 2004, el entonces Presidente de Bolivia, Carlos Mesa Gisbert posesiona al abogado cruceño de 41 años de edad Gustavo Pedraza como el nuevo ministro de Desarrollo Sostenible y Planificación de Bolivia en reemplazo de Jorge Cortés Rodríguez. Permaneció en ese alto cargo por un lapso de tiempo de 9 meses hasta el 3 de febrero de 2005 cuando dejó el mando del ministerio a su reemplazante Erwin Aguilera Antunez.

### Elecciones nacionales de 2019

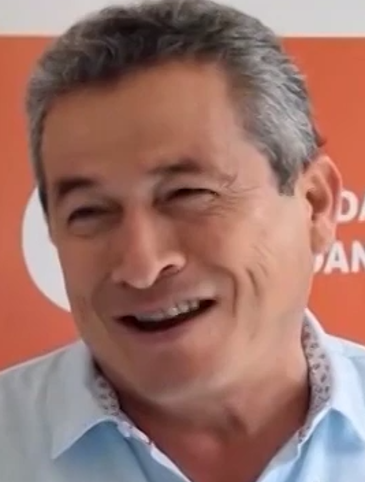
Guatavo Pedraza el año 2019 como candidato a la Vicepresidencia de Bolivia.

El 27 de noviembre de 2018, el expresidente Carlos Mesa nombró como su acompañante a vicepresidente a su exministro Gustavo Pedraza por la alianza política Comunidad Ciudadana para las Elecciones Generales de Bolivia de 2019.

### Elecciones nacionales de 2020
Para 2020 y ya con 57 años, Gustavo Pedraza vuelve nuevamente a participar en las elecciones nacionales como candidato a la Vicepresidencia de Bolivia en representación otra vez de la alianza política Comunidad Ciudadana (CC) junto al expresidente Carlos Mesa de 67 años de edad.

## Denuncia
Según la comisión investigadora de la Asamblea Legislativa Plurinacional de Bolivia (sobre el Caso Odebrecht y otros), el abogado Gustavo Pedraza tendría claros indicios de estar implicado en el Caso de corrupción internacional Lava Jato, al haber firmado dos decretos supremos cuando era ministro de Desarrollo Sostenible y Planificación del presidente Carlos Mesa. Estos decretos contemplaban viabilizar o facilitar (mediante sobornos) la contratación de empresas brasileñas para la construcción de 2 carreteras en Bolivia (carretera Roboré-El Carmen y la carretera El Carmen-Arroyo Concepción).
| Predecesor: Jorge Cortés Rodríguez | Ministro de Desarrollo Sostenible y Planificación de Bolivia 14 de abril de 2004 - 3 de febrero de 2005 | Sucesor: Erwin Aguilera Antunez |